# آلساندرو استرادلا
آلساندرو استرادلا (ایتالیایی: Alessandro Stradella; ۳ ژوئیهٔ ۱۶۴۳ – ۲۵ فوریهٔ ۱۶۸۲) آهنگساز ایتالیایی دوره باروک بود. او به خاطر آغازگری فرم کنسرتو گروسو مشهور است.